# Paul Singer (économiste)
Pour les articles homonymes, voir Paul Singer et Singer.
Paul Israel Singer, né le 24 mars 1932 à Vienne et mort le 16 avril 2018 à São Paulo, est un économiste brésilien. Ses travaux portent notamment sur l’économie solidaire.

## Biographie
Sa famille, autrichienne et juive, s'est réfugiée au Brésil pour échapper au nazisme.
Paul Singer est d'abord ouvrier métallurgique puis professeur d’économie à l'université.
Il est l’un des fondateurs du Parti des travailleurs (PT). De 2003 à 2016, il a créé et dirigé le secrétariat d’État à l’économie solidaire à Brasilia, et développé le réseau des banques communautaires.

## Publications
- Introdução à Economia Solidária, Editora Fundação Perseu Abramo, São Paulo 2002.
- Para entender o mundo financeiro, Contexto, São Paulo 2000.
- O Brasil na crise: perigos e oportunidades, Contexto, São Paulo 1999, 128 p.
- Globalização e Desemprego: diagnósticos e alternativas, Contexto, São Paulo 1998.
- Uma Utopia Militante. Repensando o socialismo, Vozes, Petrópolis 1998. 182 p.
- Social exclusion in Brazil, Institut international d'études sur le travail, Genève 1997, 32 p.
- São Paulo's Master Plan, 1989-1992: the politics of urban space, Woodrow Wilson International Center for Scholars, Washington, D.C. 1993.
- O que é Economia, Brasiliense, São Paulo 1998.
- São Paulo: trabalhar e viver, Brasiliense, São Paulo, 1989. En collaboration avec Vinicius Caldeira Brant.
- O Capitalismo - sua evolução, sua lógica e sua dinâmica, Moderna, São Paulo 1987.
- Repartição de Renda - ricos e pobres sob o regime militar, Zahar, Rio de Janeiro 1986.
- A formação da classe operária, Atual, São Paulo 1985.
- Aprender Economia, Brasiliense, São Paulo 1983.
- Dominação e desigualdade: estrutura de classes e repartição de renda no Brasil, Paz e Terra, Rio de Janeiro 1981.
- São Paulo: o povo em movimento, Vozes, Petrópolis 1980 (ouvrage collectif, sous la dir. de P. Singer et V. C. Brant).
- Guia da inflação para o povo, Vozes, Petrópolis 1980.
- O que é socialismo hoje, Vozes, Petrópolis 1980.
- Economia Política do Trabalho, Hucitec, São Paulo 1977.
- A Crise do Milagre, Paz e Terra, Rio de Janeiro 1976.
- Curso de Introdução à Economia Política, Forense, Rio de Janeiro 1975.
- Economia Política da Urbanização, Brasiliense, São Paulo 1973.
- A cidade e o campo, Brasiliense, São Paulo 1972. En collaboration avec F. H. Cardoso.
- Dinâmica Populacional e Desenvolvimento, Hucitec1970.
- Desenvolvimento Econômico e Evolução Urbana, Editora Nacional, São Paulo 1969.
- Desenvolvimento e Crise, Difusão Européia, São Paulo 1968.